# Ковальчук Андрій Трохимович (доктор юридичних наук)
Андрій Трохимович Ковальчук (1979 р. народження ) – доктор юридичних наук, професор.

Входить до складу спеціалізованої Вченої ради Д. 26.007.03 в Національній академії внутрішніх справ та Вченої ради К 26.503.01 у Науково-дослідному інституті Публічного права. 
Андрія Трохимовича Ковальчука за значний внесок у розбудову науки фінансового права нагороджено почесним званням Заслужений діяч науки і техніки України

## Життєпис
Закінчив Київський національний університет імені Тараса Шевченка ( Інститут міжнародних відносин) за спеціальністю міжнародне право.
Має досвід роботи  як в приватному/банківському секторі так і на державній службі.
З квітня 2014 по жовтень 2016 - Перший заступник Голови Державної служби фінансового моніторингу України. Відповідно до функціональних обов’язків в цей період очолював делегацію України в Комітеті експертів Ради Європи MONEYVAL.
Має практичний досвід в організації навчального процесу у ВНЗ (завідувач кафедри, проректор з наукової роботи).
Починаючи з 2001 року і по теперішній час займається науковою та викладацькою роботою.
У 2004 році захистив кандидатську дисертацію на тему: «Фінансово-правове регулювання грошово-кредитних відносин». 
У 2006 році присвоєно вчене звання доцента.
У 2009 році присуджено науковий ступінь доктора юридичних наук ( за дисертаційне дослідження «Фінансове право в ринкових умовах: проблеми формування, розвитку, застосування»).
У 2011 році присвоєно вчене звання професора. Опубліковано більше 50 наукових праць.
У 2015 році брав участь в міжнародній антикорупційнїй конференції "Запобігаємо. Боремось. Діємо."
У 2018 році виграв конкурс на посаду незалежного члена наглядової ради [Архівовано 25 Червня 2018 у Wayback Machine.] 
З 2018 року по 2022 рік - незалежний член наглядової ради Державного підприємства «Поліграфічний комбінат «Україна» по виготовленню цінних паперів».
З 2023 року - керівник апарату Київської обласної державної адміністрації (Київської обласної військової адміністрації).
Відомий фахівець у галузі фінансового права.

## Наукові праці
Автор монографічних досліджень:
- «Банківський кредит: правові засоби повернення» (2001р.);
- «Банки. Кредит. Фінанси: законодавчо-правовий вимір» (2004р.);
- Фінансовий словник (довідкове видання, 2005 р.);
- «Фінансове  право України» (2007 р.);
- «Финансовое право в рыночных системах» (2008);
- «Боротьба з відмиванням брудних капіталів: міжнародні стандарти та національні реалії» (2016).

За монографічне дослідження «Банки. Кредит Фінанси: законодавчо-правовий вимір» нагороджений премією Національної академії наук України для молодих вчених (2005 р.), а у 2010 році премією Верховної Ради України найталановитішим молодим вченим у галузі фундаментальних і прикладних досліджень та науково-технічних розробок за серію наукових робіт «Фінансове право в ринкових системах».

## Публікації
- Навіщо нам служба фінансових розслідувань? Плюси та мінуси появи ще одного «борця» з корупцією в правоохоронному полі України[5]
- Гра в імітацію, або Сізіфові зусилля Держфінмоніторингу[6]
- Чому «бідні»? Системно корумповані держави — це, як правило, хронічні невдахи глобалізаційних перегонів[7]
- Криптовалютна «окупація»[8]
- Зрозуміти. І пробачити? Андрій Ковальчук — про легалізацію капіталів і «ефективність» Держмоніторингу[9]
- Інституціональні аспекти регулювання інноваційних фінансових технологій у контексті розвитку криптовалют[10]